# Juan Pablo Montes
Pour les articles homonymes, voir Montes.
Juan Pablo Montes Montes, né le 26 octobre 1985 à Sulaco, est un footballeur international hondurien, qui évolue au poste de défenseur central. Il joue actuellement au Club Deportivo Motagua.

## Carrière
Montes débute à l'Atlético Olanchano où il joue dans le bas de tableau hondurien pendant une saison. Ensuite, il s'engage avec le Club Deportivo Victoria et parvient à s'imposer comme titulaire. Il remporte son premier titre, en 2011, avec le tournoi d'ouverture 2011. Après un passage éclair au Club Deportivo y Social Vida, où Montes ne joue aucun match à cause d'une blessure, il fait quelques matchs avec le Club Deportivo Necaxa. En 2012, il signe avec le Club Deportivo Platense mais il n'y dispute qu'une seule saison dans cette équipe du ventre mou du championnat hondurien. 
Le 18 janvier 2013, Montes fait ses débuts en équipe nationale hondurienne, lors de la Copa Centroamericana 2013, contre le Salvador. Lors de son deuxième match, face au Panama, il marque son premier but en équipe nationale. Il est titularisé en finale, contre le Costa Rica mais doit se contenter de la deuxième place après la défaite du Honduras 1-0. 
Montes signe avec le Club Deportivo Motagua pour le tournoi d'ouverture 2013 et est retenu pour la Coupe du monde 2014 par le sélectionneur Luis Fernando Suárez.

## Palmarès
- Champion du Honduras : Ouverture 2011